# Labirynt ogrodowy

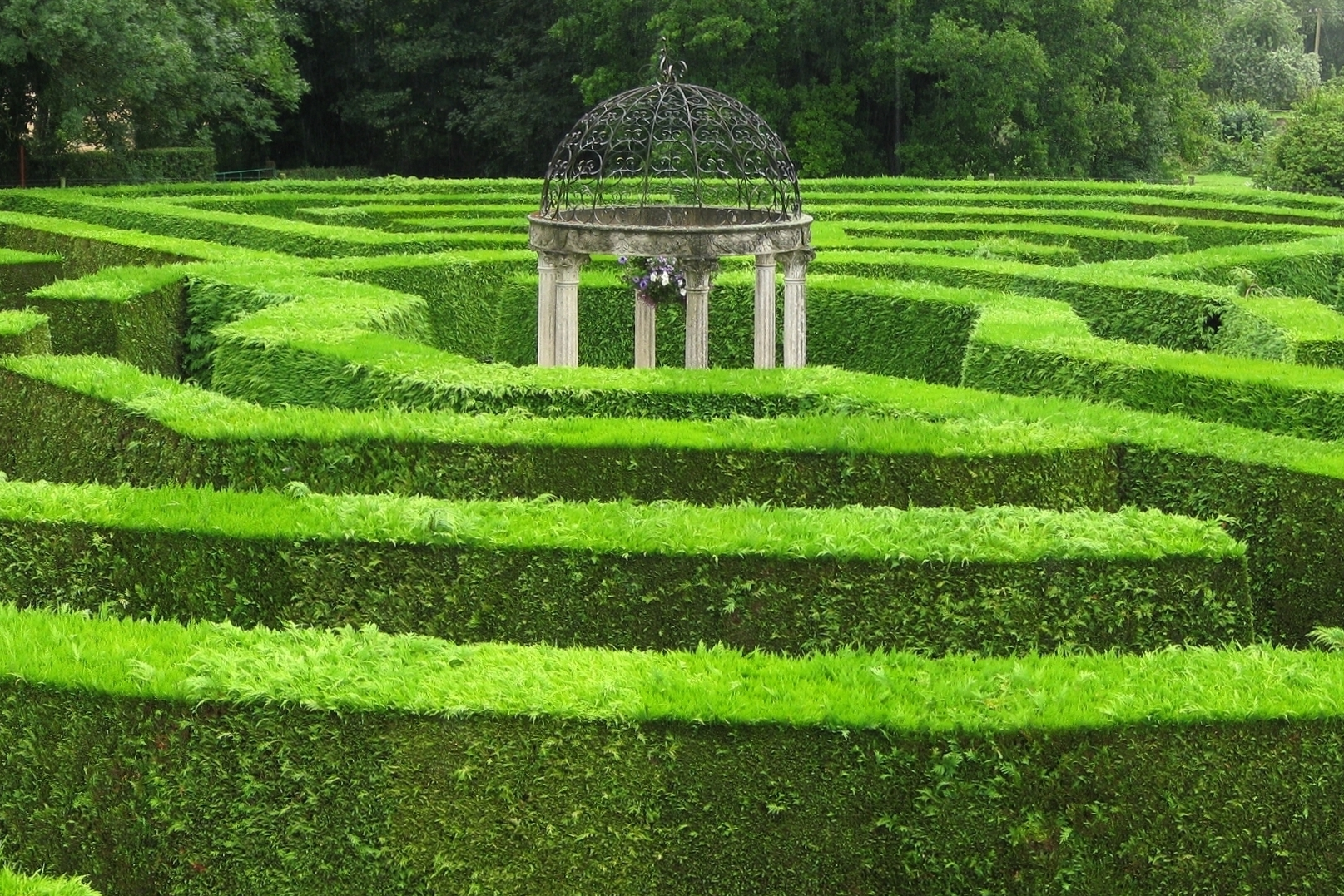
Angielski labirynt ogrodowy

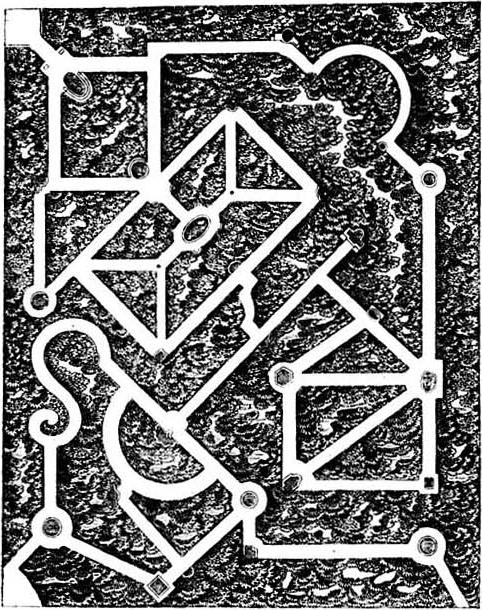
Plan labiryntu ogrodowego w Wersalu

Labirynt ogrodowy – labirynt stworzony z roślin. Najczęściej występuje w jednym z trzech typów: niskiego wzoru z kwiatów, szpalerów niskich krzewów lub roślinnych murów i korytarzy przewyższających człowieka. Stały się popularne wraz z rozwojem sztuki ogrodniczej pod koniec XVI wieku. 
Tego typu labirynty opisywał Thomas Hill w swej książce The Gardener's Labyrinth. W Anglii labirynty ogrodowe można zobaczyć np. w Theobalds w Herefordshire oraz w ogrodach zamkowych Hampton Court. W ogrodnictwie francuskim przykładami są labirynty w ogrodzie pałacu wersalskiego, w parku w Villandry, Ogrodzie Luksemburskim, w ogrodzie w Tuileries. We Włoszech w ogrodach pałacowych – m.in. Villa d'Altieri, Villa Pisani, Villa Thiere. W Hiszpanii przykład stanowi labirynt przy Alkazar w Sewilli. Podobne założenia tworzone były także w Holandii i Belgii. W Polsce ogrodowe labirynty znano w XVI wieku, ale popularność zyskały w wieku XVIII.